# Nombre de Marangoni
Le nombre de Marangoni (noté {\displaystyle M\!a} le plus souvent, parfois {\displaystyle M\!g}) est un nombre sans dimension, utilisé en mécanique des fluides, évaluant l'intensité du phénomène de convection à l'interface liquide-gaz (aussi appelé phénomène de thermocapillarité),. 
Le nombre de Marangoni a été nommé ainsi en référence au physicien italien Carlo Marangoni (1840-1925) qui étudia la convection au niveau des surfaces libres induite par la variation de la tension superficielle avec la température.
Quantitativement, le nombre de Marangoni effectue le rapport des effets thermocapillaires aux effets dissipatifs (viscosité et diffusion thermique) lorsqu'un gradient de température est appliqué à la surface libre d'un liquide (souvent de l'eau).
Le nombre de Marangoni peut ainsi être évalué par la formule suivante :
{\displaystyle {M\!a}=-{\frac {\partial \sigma }{\partial T}}~{\frac {L_{c}~\Delta T}{\eta ~\alpha }}}
avec :
- {\displaystyle L_{c}} : la longueur caractéristique du système[Note 3] (en m) ;
- {\displaystyle {\frac {\partial \sigma }{\partial T}}} : la dépendance de la tension superficielle avec la température (en N m−1 K−1) ;
- {\displaystyle \alpha } : la diffusivité thermique du liquide (en m2 s−1) ;
- {\displaystyle \eta } : la viscosité dynamique du liquide (en Pa s) ;
- {\displaystyle \Delta T} : la différence de température (en K).

La présence du signe négatif (–) permet d'obtenir un nombre adimensionnel {\displaystyle Ma} positif du fait de la décroissance, généralement constatée, de la tension superficielle avec la température (les autres grandeurs étant strictement positives).
Lorsque la valeur du nombre de Marangoni est faible, les effets thermocapillaires sont négligeables face aux phénomènes de diffusion thermique et de viscosité. Pour des valeurs élevées de ce nombre, la convection de surface (générée par le gradient de tension superficielle) domine.
Au-delà d'une valeur critique (notée {\displaystyle Ma_{c}}), il apparaît des instabilités, appelées instabilités de Bénard-Marangoni, au sein du système constitué par la couche de liquide.
Par extrapolation, on peut considérer d'autres causes de variation de la tension superficielle comme la concentration de certains solutés (par exemple, les surfactants ou les tensioactifs contenus dans les détergents) ou, plus rarement, la densité de charge électrique. Dans ces cas d'étude, il suffit d'adapter la définition du nombre de Marangoni pour tenir compte de ces phénomènes.